# Batalha de Sinope
A Batalha naval de Sinope aconteceu no dia 30 de novembro de 1853 na cidade de Sinope, um porto marítimo, no norte da Turquia, localizada ao lado do Mar Negro.
A navios da Marinha Imperial Russa em patrulha, destruíram as fragatas da Marinha Otomana ancorados no porto. Esta batalha é frequentemente considerada como o último grande conflito na era da vela.

## Prelúdio
Iniciada a Guerra da Crimeia, as esquadras beligerantes logo buscaram assumir o controle do Mar Negro. Após breves combates, os russos conseguiram capturar dois vasos de guerra otomanos, porém os otomanos evitavam um confronto direto.
O almirante Pavel Nakhimov, comandante da frota russa prosseguia no encalço da esquadra otomana capitaneada pelo Almirante Osman Paxá, quando avistaram seus oponentes de fronte ao porto de Sinop à 23 de novembro. O almirante Osman, ciente da presença russa abrigou sua frota no porto, onde poderia contar com apoio da artilharia costeira.
Nakhimov imediatamente efetuou um bloqueio do porto e despachou sua única fragata para trazer os reforços disponíveis, obtendo o concurso de seis navios russos sob o comando do vice-almirante Feodor Novosilsky, que se juntaram a frota de Nakhimov a 28 de novembro.

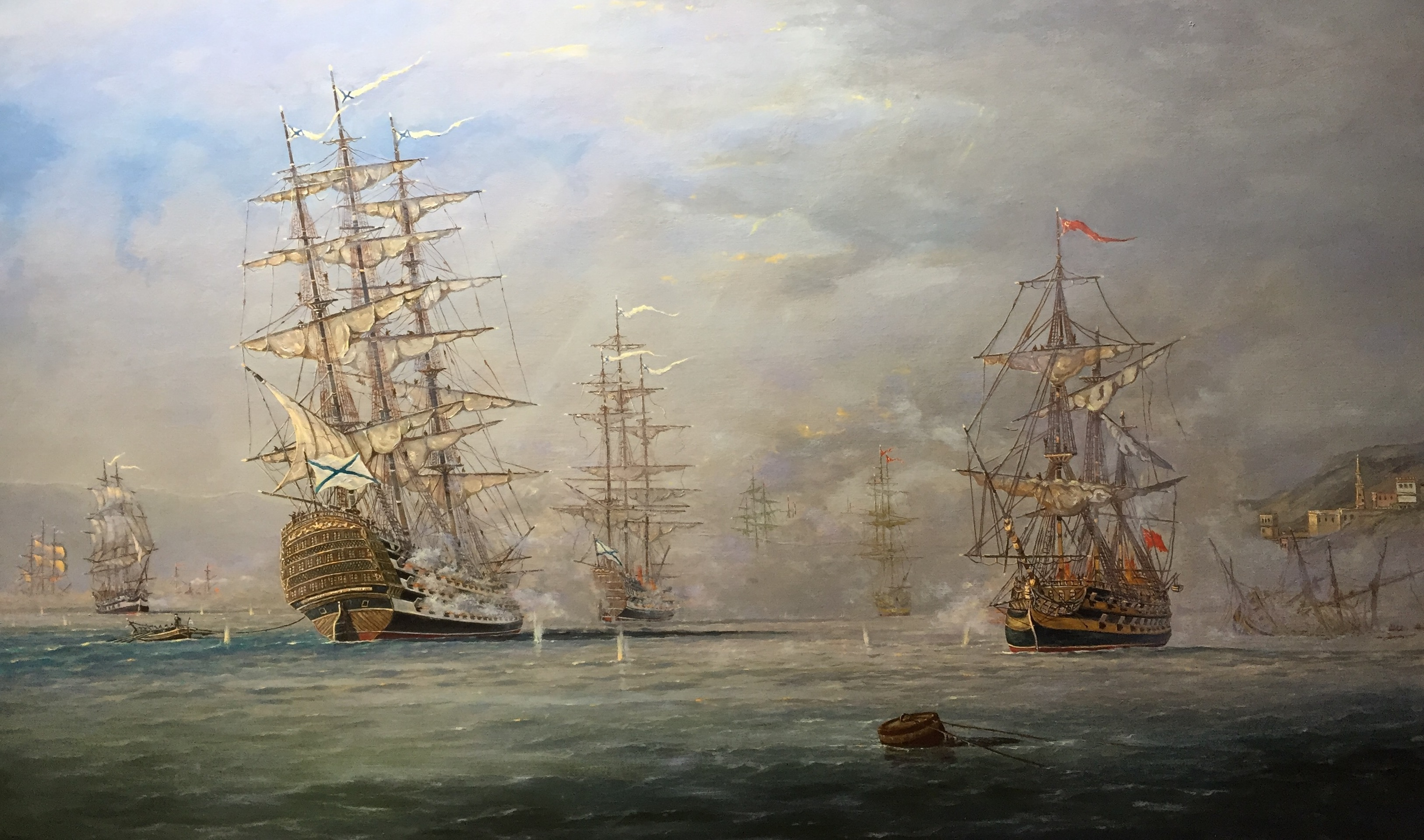
Batalha de Sinop.

## Batalha
Em 30 de novembro, a esquadra russa entrou no porto à noroeste numa formação triangular. Nakhimov manobrou sua frota para que as embarcações otomanas estivessem entre os navios russos e as defesas do porto de Sinop, protegendo sua própria força e expondo os otomanos a um potencial fogo amigo.
Os disparos russos foram bem sucedidos e provocaram a explosão de uma fragata e extensos danos a várias embarcações da frota otomana.  As baterias em terra também foram completamente destruídas.
Percebendo que a batalha estava perdida, os otomanos encalharam deliberadamente os navios restantes. Apenas o vapor Taif logrou escapar ao cerco e fugir em direção à Constantinopla, onde aportou a 2 de dezembro.
Durante a luta, 37 russos foram mortos, 229 homens foram feridos e pelo menos três dos navios da linha foram danificados. As forças otomanas perderam cerca de 3 000 homens mortos, 150 foram feitos prisioneiros, incluindo seu líder, o almirante Osman Paxá. Uma fragata e um vapor foram postos a pique; tendo sido encalhadas seis fragatas e três corvetas. 

## Desdobramentos
A vitória sobre a frota otomana foi recebida com júbilo em São Petersburgo, pois em tese o controle do Mar Negro assegurava uma nítida vantagem estratégica e abriria caminho para a completa vitória dos russos no conflito em curso, o que acabou não se verificando face a intervenção anglo-francesa.
O ataque foi tratado como injustificado e causou uma onda de sentimento anti-russo na Europa Ocidental.  Os governos e a opinião pública no Reino Unido e na França mostraram-se indignados e houve intenso clamor em favor da entrada destas potências na guerra.
Sinop forneceu ao Reino Unido e a França o “casus belli” para declaração de guerra contra o Império Russo e a intervenção em favor dos otomanos, embora, em última instância, a verdadeira motivação fosse conter a expansão russa de acordo com política de equilíbrio de poder e a possibilidade de obtenção de vantagens comerciais junto à “sublime porta”.
A campanha da imprensa na Inglaterra e na França buscou representar a batalha como um ataque inesperado ou uma emboscada; sendo esta posteriormente considerada como um exemplo de “manipulação de mídia”.
Considerada a última grande batalha naval da era dos navios à vela; a batalha de Sinop representou um marco para a estratégia de guerra naval no século XIX, evidenciando a eficácia da utilização dos obuses Paixhans que induziu o desenvolvimento dos navios encouraçados.